# Nude (album)
Nude is het achtste studioalbum van de Britse muziekgroep Camel. Het zou bijna de ondergang van de band betekenen. Het album is in september 1980 in de Abbey Road Studios opgenomen.

## Geschiedenis
Camel had de jaren daarvoor steeds wisseling in de samenstelling gehad. Met het vorig album I Can See Your House from Here leek met de komst van Kit Watkins en Colin Bass en blijvertje Jan Schelhaas een nieuwe vaste samenstelling te ontstaan. Echter, Watkins zei de band na opname en toer weer vaarwel en vertrok naar de Verenigde Staten. Echter, hij kwam weer ineens terug om mee te spelen tijdens de toer. Schelhaas had ook besognes en speelde maar op één track mee, maar speelde wel mee tijdens de toer. Camel had daarom enige oefenconcerten nodig om weer op stoom te komen; ze traden in onder andere Nederland op onder de bandnaam Desert Song. Tijdens de latere toer kwam drummer Andy Ward in een vicieuze cirkel terecht van alcohol en drugs wat uiteindelijk uitmondde in een (niet geslaagde) zelfmoordpoging; eerst werd verteld dat hij zijn hand had stukgeslagen op een gong. De toer moest stilgelegd worden want Ward moest langdurig herstellen. Voor de Nederlandse fans kwam Camel optreden in het (toen nog) Congrescentrum in Den Haag, waarbij de geluidskwaliteit (voor die zaal) maar matig was.

## Conceptalbum
Een aantal jaren daarvoor vond het Japanse leger een soldaat terug, die zijn gedurende de Tweede Wereldoorlog (kennelijk) hadden achtergelaten. Hij werd als held naar het vaderland teruggehaald. De tekstschrijver van de band Susan Hoover, tevens mevrouw Latimer, schreef een script voor een conceptalbum over deze gang van zaken, maar volgde het latere leven van de soldaat in kwestie Hiroo Onoda niet.
Een burger leeft stilletjes in een stadje in Japan; de gewone dag begint als er ineens een postbode bij hem aan de deur staat en hem een rekruteringsbrief overhandigt; de postbode wilde zelf ook wel, als dat mogelijk was. De burger wil eerst weigeren, maar weet tegelijkertijd dat dat onmogelijk is. Na training wordt de soldaat op de boot gezet en verscheept om eilanden in de Grote Oceaan te veroveren en te bezetten. In de consternatie van de aanval raakt de soldaat bewusteloos. Als hij weer bijkomt, blijkt zijn regiment alweer van het eilandje vertrokken en is hij alleen, zonder enige vorm van communicatie. De soldaat voert vervolgens 29 jaar lang zijn militaire taken uit door het eiland steeds op indringers te controleren en eenmaal per maand een schot uit het geweer te lossen. De berg op het eiland is zijn uitkijkpost; voor het overige houdt hij zich door de plaatste natuur in leven.
Zijn leven krijgt een wending als er een vliegtuig pamfletten dropt, waarop wordt vermeld dat het moederland op zoek is naar achtergebleven soldaten; het is dan 1974. de soldaat weet echter nog niet over die oorlog afgelopen is en verzet zich bij de poging hem naar huis in te schepen. Bij thuiskomst wacht hem een heldenontvangst, maar al snel gaat men over tot de orde van de dag; de soldaat belandt in een bejaardentehuis en wordt alleen gelaten. De soldaat kan zich echter niet aanpassen aan de moderne samenleving en vaart op een ochtend in zijn zeilbootje de haven uit, de Grote Oceaan weer op.

## Muziek
Het zwakke punt van de band blijft gedurende een aantal jaren altijd de zangstem. Ook op dit album, dat grotendeels instrumentaal is, is dat goed te horen. Hoeveel men toen al qua geluidstechniek aan de stem kon veranderen en toevoegen, het bleef behelpen. Latimer en Bass hebben beide een breekbare stem. Over het algemeen vonden de fans dat geen probleem; ze kwamen voornamelijk voor de muziek. In een later stadium tijdens de Farewell Tour zou de band een geheel instrumentaal concert geven, omdat de heren zo verkouden waren dat zingen niet meer kon; de fans in Groningen vonden het geen probleem.
Het album verscheen eerst op elpee en muziekcassette, eind 1983 verscheen de eerste compact discversie. In oktober 2009 verscheen de “definitieve versie” op Esoteric Recordings met een verbeterde geluidskwaliteit en een toegift in de vorm van een opname van een concert voor de BBC van een concert van 22 februari 1991 in de Hammersmith Odeon in Londen.

## Musici
- Andrew Latimer – zang, gitaar, dwarsfluit, koto, toetsinstrumenten
- Andy Ward – slagwerk en percussie
- Colin Bass – zang, basgitaar

met
- Mel Collins – piccolo, dwarsfluit en saxofoons
- Duncan Mackay – toetsinstrumenten
- Jan Schelhaas – piano op The last farewell
- Chris Green – cello
- Gasper Lawal – percussie op Changing places
- Herbie Flowers – tuba.

Voor de toer bleven alleen Latimer, Ward, Bass, Schelhaas en Kit Watkins over.

## Tracklist
De muziek is geschreven door Latimer behalve waar aangegeven, de teksten zijn van Hoover behalve Please come home door Hoover en Latimer. Onderstaande indeling is van de elpee en gedeeltelijk van de Esoteric uitgave. De Decca-versie bond een aantal tracks samen.
| Nr. | Titel                    | Duur |
| --- | ------------------------ | ---- |
| 1.  | City life                | 4:41 |
| 2.  | Nude                     | 0:22 |
| 3.  | Drafted                  | 4:20 |
| 4.  | Docks (Latimer, Watkins) | 3:50 |
| 5.  | Beached                  | 3:34 |
| 6.  | Landscape                | 2:39 |

| Nr. | Titel                                | Duur |
| --- | ------------------------------------ | ---- |
| 7.  | Changing places                      | 4:11 |
| 8.  | Pomp and circumstance                | 2:05 |
| 9.  | Please come home                     | 1;12 |
| 10. | Reflections                          | 2:39 |
| 11. | Captured (Schelhaas, Latimer)        | 3;12 |
| 12. | The homecoming                       | 2:49 |
| 13. | Lies                                 | 4:59 |
| 14. | The last farewell: The birthday cake | 0:30 |
| 15. | The last farewell: Nude’s return     | 3:42 |

| Nr. | Titel                                | Duur |
| --- | ------------------------------------ | ---- |
| 17. | Nude/drafted                         |      |
| 18. | Docks                                |      |
| 19. | Beached                              |      |
| 20. | Landscapes                           |      |
| 21. | Changing places                      |      |
| 22. | Reflections                          |      |
| 23. | Captured                             |      |
| 24. | The last farewell: The birthday cake |      |
| 25. | The last farewell: Nude’s return     |      |

Docks verscheen eerder op het soloalbum Labyrinth van Kit Watkins onder de titel Mount St Helens, daar een warme instrumentatie, op dit album is de klank hol en dreigend.